# Loch Awe
Loch Awe (« Loch Obha » en gaélique écossais) est un lac écossais du district d'Argyll and Bute. Il a également donné son nom à un village situé sur ses rives, il peut être orthographié loch Awe, ou Lochawe.

## Le loch
Il est le troisième plus vaste loch d'eau douce en Écosse avec sa superficie de 38,5 km2, et le plus long avec 41 km. Sa largeur moyenne est de 1 km.
Il est orienté sud-ouest, nord-est, parallèle aux deux lochs d'eau salée loch Etive et loch Fyne.

## Installations hydroélectriques
Deux installations hydroélectriques dépendent du loch. L'une consiste en un barrage sur la rivière Awe, à la passe de Brander, dont les conduites forcées rejettent l'eau dans le loch Etive.
La seconde installation est un complexe de pompage-turbinage liant le loch à un lac artificiel supérieur. Cette installation, connue sous le nom de Ben Cruachan, d'après la colline surplombant le lac, date de 1965 et peut délivrer une puissance de 440 MW. Un visitor centre et des circuits de découverte permettent d'appréhender l'ensemble et son environnement.

## Tourisme
Le loch Awe est renommé pour la pêche de truite. Des saumons traversent le lac, venant du barrage sur la rivière Awe pour aller dans la rivière Orchy.
Le loch abrite aussi quelques ruines de châteaux forts sur des îles. À son extrémité nord se situe un des châteaux les plus photographiés d'Écosse, le château de Kilchurn, qui peut être visité en été après un rapide trajet en bateau ou une marche d'un petit kilomètre à partir d'un petit parking situé après le pont sur la rivière Orchy.

## Sources
- (en) Cet article est partiellement ou en totalité issu de l’article de Wikipédia en anglais intitulé « Loch Awe » (voir la liste des auteurs).